# Старк, Филипп
Филипп Старк (фр. Philippe Starck, род. 18 января 1949, Париж, Франция) — французский промышленный дизайнер, дизайнер интерьеров и потребительских товаров серийного производства.

## Биография
Родился 18 января 1949 года в Париже в семье авиаконструктора Андре Старка. После учёбы в парижской Школе Камондо, в 1968 году основал своё первое дизайнерское предприятие, специализировавшееся на создании надувных объектов.
Филипп Старк начал свою революцию в стиле, создавая в конце 70-х ночные клубы. Именно в то время он сделал себе имя дизайнера-бунтаря. Именно Филиппа Старка президент Франции Миттеран выбрал в 1983 году в качестве одного из дизайнеров, которые должны были переосмыслить дизайн президентской резиденции в Елисейском дворце. C этого момента начинается карьера молодого, но уже всемирно известного дизайнера. Спустя более тридцати лет, он — подтвержденная легенда французского дизайна, все еще в центре внимания. Его отели, рестораны, кафе, ночные клубы, бутики, частные дома, музеи и даже винные погреба отличаются друг от друга, при этом каждый в отдельности претендует на статус городской достопримечательности.
Филипп Старк внес огромный вклад в промышленный дизайн — его руке принадлежит дизайн дворцов и кофемашин, музеев и стаканов. А стул Louis Ghost (многие ошибочно называют эту модель просто Ghost) является не только одним из самых узнаваемых в мире, но и самым подделываемым, что не свойственно для предметов мебели.
С 1969 года работает в тесном сотрудничестве с Пьером Карденом, в 1975 году сконцентрировался на независимом творчестве дизайна интерьера и промышленного дизайна. В 1984 году начал работать с компанией Baleri Italia в сфере предметного дизайна[значимость факта?]. В следующие четверть века он сотрудничал со многими известными производителями мебели, ванных, аксессуаров и предметов декора. Его работы демонстрируются в постоянных коллекциях Музея декоративного искусства в Париже и Музея дизайна в Лондоне.
В 2008 году был назначен на должность «художественного директора председательства Франции в Европейском союзе» по инициативе Бернара Кушнера.
В 2016-2017 годах занимался разработкой дизайна смартфона Xiaomi Mi Mix.
Крупные проекты Филиппа Старка начала 2010-годов в Париже — терраса ресторана Kong[значимость факта?] и интерьер отеля Royal Monceau.
Филипп Старк с ранних лет в своих работах продвигал идеи гуманизма, что было отмечено тем фактом, что он был первым французом, который был приглашен на конференцию TED (технологии, развлечения и дизайн) вместе с такими всемирно известными участниками, как Билл Клинтон и Ричард Брэнсон.

## Семья
С декабря 2007 года Филипп Старк женат на Жасмин Абделлатиф, от которой у него в мае 2011 года родилась дочь. Будучи художником во всех смыслах этого слова, Старк выбрал для своих детей оригинальные имена: Ара, Оа, Лаго, Кей и Джастис Старк.
Его старшая дочь Ара - художник и музыкант, участвовала в некоторых проектах своего отца, таких как украшение парижского дворца, отель Le Meurice, в котором она спроектировала оформление потолка ресторана Le Dali или совсем недавно - отель Brach в Париже.

## Работы
- 2003. Реконструкция здания музея Баккара в Париже.
- Поезд Евростар
- Kronenbourg 1664
- Оптическая мышь Майкрософта
- Philippe Starck condo in Toronto
- Штаб-квартира компании Asahi Breweries в Токио
- Volar, ночной клуб в Шанхае
- A (яхта) проекта Sigma
- 1990 Restaurant Teatriz, Madrid
- 1993 Groningen Museum
- 2000 TASCHEN Book Store, Paris
- 2001 Gaultier Shops, Paris and New York
- 2001 Yoo Apartments, London
- 2003 TASCHEN Book Store, Los Angeles
- 1988 Ara (Flos)
- 1989 Toothbrush (Fluocaril)
- 1990 Miss Sissi (Flos)
- 1990 W. W. Stool (Vitra)
- 1990 Vase Mendini (Alessi)
- 1990—1991 Juicy Salif (Alessi)
- 1992 Louis XX (Vitra)
- 1994 Lord Yo (Driade)
- 1998 Hula Hoop (Vitra)
- 1999 IBB, Gaoua, Yeza (Samsonite)
- 1999 Starck Watches (Fossil)
- 1999 Strange Thing (Cassina)
- 1999 M.I.S.S. (Cassina with Sony)
- 1999 Soft Egg (Driade)
- 1999 Ero’s (Kartell)
- 1999 Attila (Kartell)
- 2000 Louis Ghost (Kartell)
- 2000 La Boheme (Kartell)
- 2005 Bedside Gun, Table Gun, Lounge Gun (Flos)
- 2013 Велосипед-самокат Peugeot Cycles для городской прокатной системы Бордо (Pibal[5])
- 2015 Наушники Parrot zik 2.0
- 2015 Линия встраиваемой кухонной техники Gorenje by Starck
- 2016 Смартфон Xiaomi Mi Mix
- 2018 Интерьеры орбитальной станции Axiom Space

## Награды
- Люмино-оскар (Oscar de luminaire) (Париж, 1980)
- Trois premièrs prix au Neocon (Чикаго, 1986)
- Delta de Plaia (Барселона, 1986)
- Platinum Circle Award (Чикаго, 1987)
- Государственный гран-при за промышленное дизайнерство (Grand Prix National de la Création Industrielle) (Франция, 1988)
- Troix Prix pour les hotêls Royalton et Paramount de New York (США, 1988/1990)
- Officier des Arts et des Lettres (Франция, 1995)
- Design Zentrum NordRhein-Westfallen (Германия, 1995)
- Premio Internacional de Diseño (Барселона, 1995)
- Harvard Excellence in Design Award (США, 1997)
- Кавалер Ордена искусств и литературы (Франция, 1998)
- Кавалер Ордена Почётного легиона (Франция, 2000)
- Pratt Institute Black Alumni Award (США, 2001)
- Compasso d’Oro (Италия, 2001)
- Red Dot Best of the Best Award (2001)
- IF Design Award (2002)
- Observeur de Design d’Etoile (2002)